# Erich Brandenburg
Arnold Otto Erich Brandenburg (31. července 1868 ve Stralsundu – 22. ledna 1946 v Lipsku) byl německý historik.

## Dílo
- "Die deutsche Revolution", 1848, 1912
- Die Reichsgründung, 2 Vols., 1916
- Die materialistische Geschichtsauffasung, 1920
- Von Bismarck zum Weltkriege, 1924